# Rewolucyjny Ruch Społeczny
Rewolucyjny Ruch Społeczny (fr. Mouvement Social Révolutionnaire, MSR) – francuskie kolaboracyjne ugrupowanie polityczne działające od 1940 r.
Rewolucyjny Ruch Społeczny został założony w II poł. 1940 r. z inicjatywy Eugène’a Deloncle’a, byłego przywódcy Comité Secret d'Action Révolutionnaire (zwanego La Cagoule). Był pierwszym znaczącym ugrupowaniem faszystowskim podczas okupacji. W skład Komitetu Wykonawczego MSR, ujawnionego dopiero w 1942 r., weszli m.in. Jean Filliol, Jean Fontenoy i Henry Charbonneau. Organem prasowym było pismo "La Révolution". MSR popierał rząd Vichy i marszałka Philippe’a Pétaina. Współpracował ze Zgromadzeniem Narodowo-Ludowym (Rassemblement National-Populaire) Marcela Déata, ale po konflikcie między obu przywódcami zerwał ją w maju 1942 r. W stosunku do Niemców prowadzono politykę kolaboracji, ale z drugiej strony E. Deloncle starał się jednak utrzymywać dystans wobec okupantów. W rezultacie 17 stycznia 1944 r. został zamordowany w Paryżu przez Gestapo.